# Molpadia (genre)
Pour les articles homonymes, voir Molpadia.
Genre
Les Molpadia forment un genre d'holothuries de la famille des Molpadiidae.

## Liste des espèces
Selon World Register of Marine Species (7 novembre 2014) :
- Molpadia abyssicola Pawson, 1977

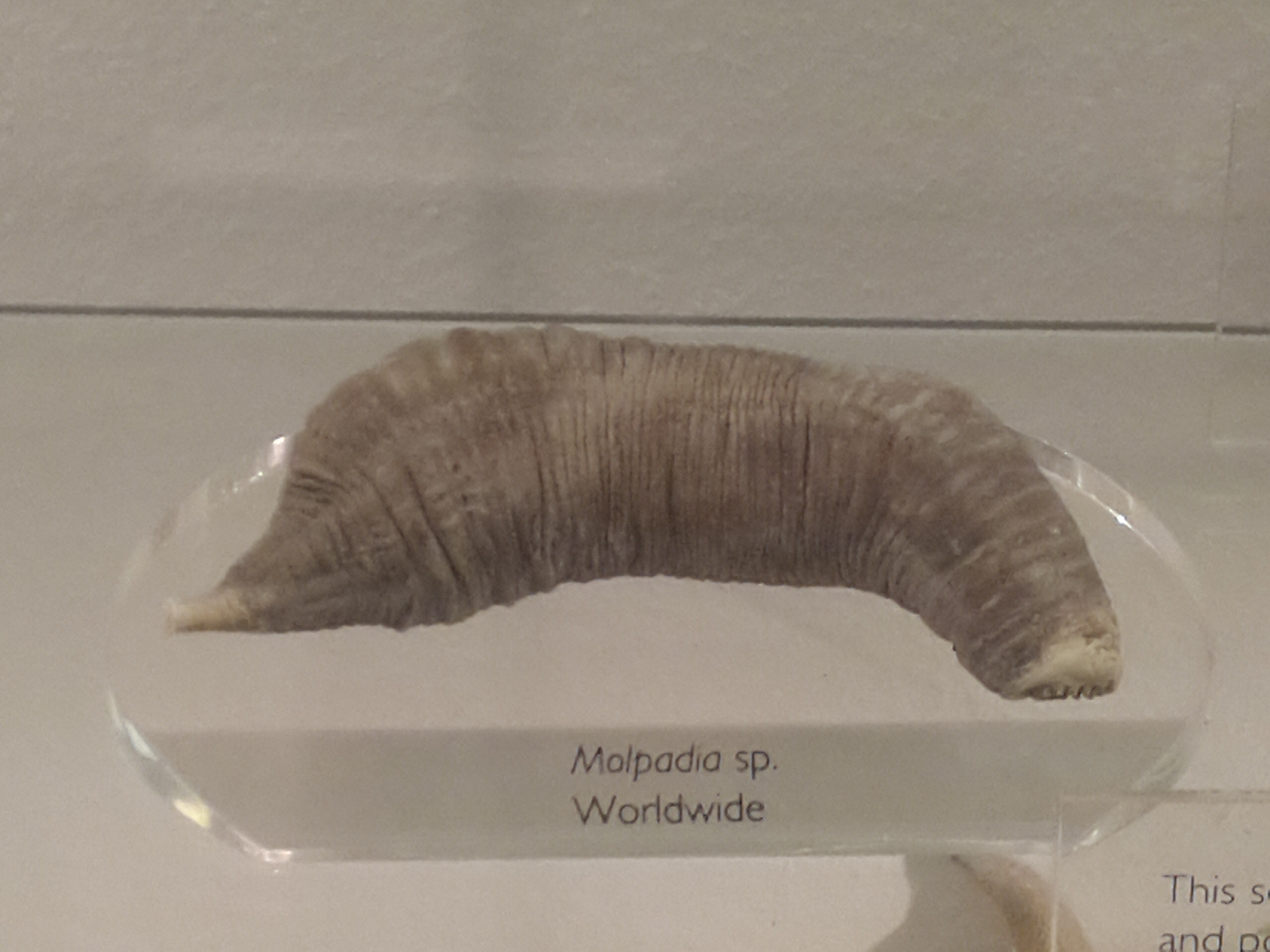
Molpadia sp.

- Molpadia acutum (Koehler & Vaney, 1905)
- Molpadia africana (Ludwig & Heding, 1935)
- Molpadia agassizii (Théel, 1886)
- Molpadia amorpha Clark, 1908
- Molpadia andamanensis (Walsh, 1891)
- Molpadia angulata (Hérouard, 1923)
- Molpadia antarctica (Théel, 1886)
- Molpadia arctica (Marenzeller von, 1877)
- Molpadia arenicola (Stimpson, 1857)
- Molpadia barbouri Deichmann, 1940
- Molpadia blakei (Théel, 1886)
- Molpadia borealis Sars M, 1859
- Molpadia brevicaudata (Koehler & Vaney, 1905)
- Molpadia capensis Heding, 1935
- Molpadia changi Pawson & Liao, 1992
- Molpadia clarki Ohshima, 1915
- Molpadia concolor (Koehler & Vaney, 1905)
- Molpadia contortum (Koehler & Vaney, 1905)
- Molpadia cubana Deichmann, 1940
- Molpadia diomediae (Mitsukuri, 1912)
- Molpadia diploa Heding, 1935
- Molpadia discors Pawson, 1977
- Molpadia dispar (Sluiter, 1901)
- Molpadia dissimilis Clark, 1909
- Molpadia ecalcarea (Koehler & Vaney, 1905)
- Molpadia elongata (Koehler & Vaney, 1905)
- Molpadia eltaninae Pawson, 1977
- Molpadia gephyra Sluiter, 1914
- Molpadia granulata (Ludwig, 1893)
- Molpadia guangdongensis Pawson & Liao, 1992
- Molpadia hirta (Ludwig & Heding, 1935)
- Molpadia hispida Ludwig & Heding, 1935
- Molpadia holothurioides Cuvier, 1817
- Molpadia infesta Ohshima, 1915
- Molpadia inflata (Augustin, 1908)
- Molpadia intermedia (Ludwig, 1893)
- Molpadia lenticulum (Cherbonnier & Féral, 1981)
- Molpadia liska Pawson, 1977
- Molpadia loricata (R. Perrier, 1898)
- Molpadia magdae O'Loughlin in O'Loughlin, Stępień, Kuźniak & VandenSpiegel, 2013
- Molpadia maroccana (Perrier, 1898)
- Molpadia millardae Thandar, 1999
- Molpadia musculus Risso, 1826
- Molpadia niasica (Ludwig & Heding, 1935)
- Molpadia oolitica (Pourtalès, 1851)
- Molpadia orientalis (Savel'eva, 1933)
- Molpadia parva (Clark, 1908)
- Molpadia parvicauda (Cherbonnier, 1964)
- Molpadia parvulum (Cherbonnier & Féral, 1981)
- Molpadia paupera (Koehler & Vaney, 1905)
- Molpadia perforata (Sluiter, 1901)
- Molpadia polymorpha (Koehler & Vaney, 1905)
- Molpadia roretzii (Marenzeller von, 1877)
- Molpadia scabrum (Sluiter, 1901)
- Molpadia spinosa (Ludwig, 1893)
- Molpadia triforia (Cherbonnier, 1964)
- Molpadia turgida Verrill, 1879
- Molpadia undulata (Koehler & Vaney, 1905)

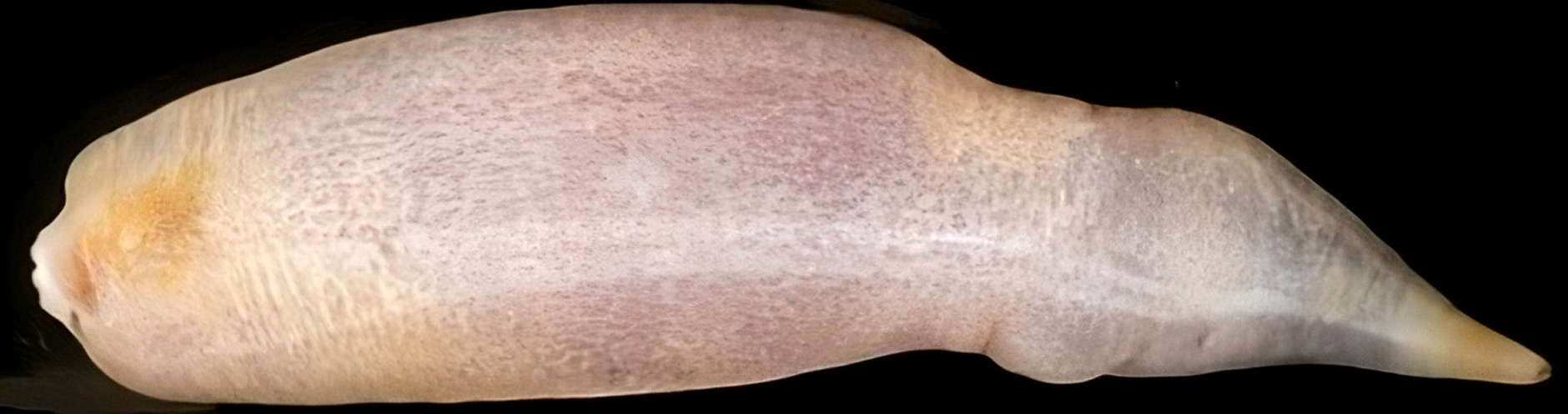
Molpadia amorpha
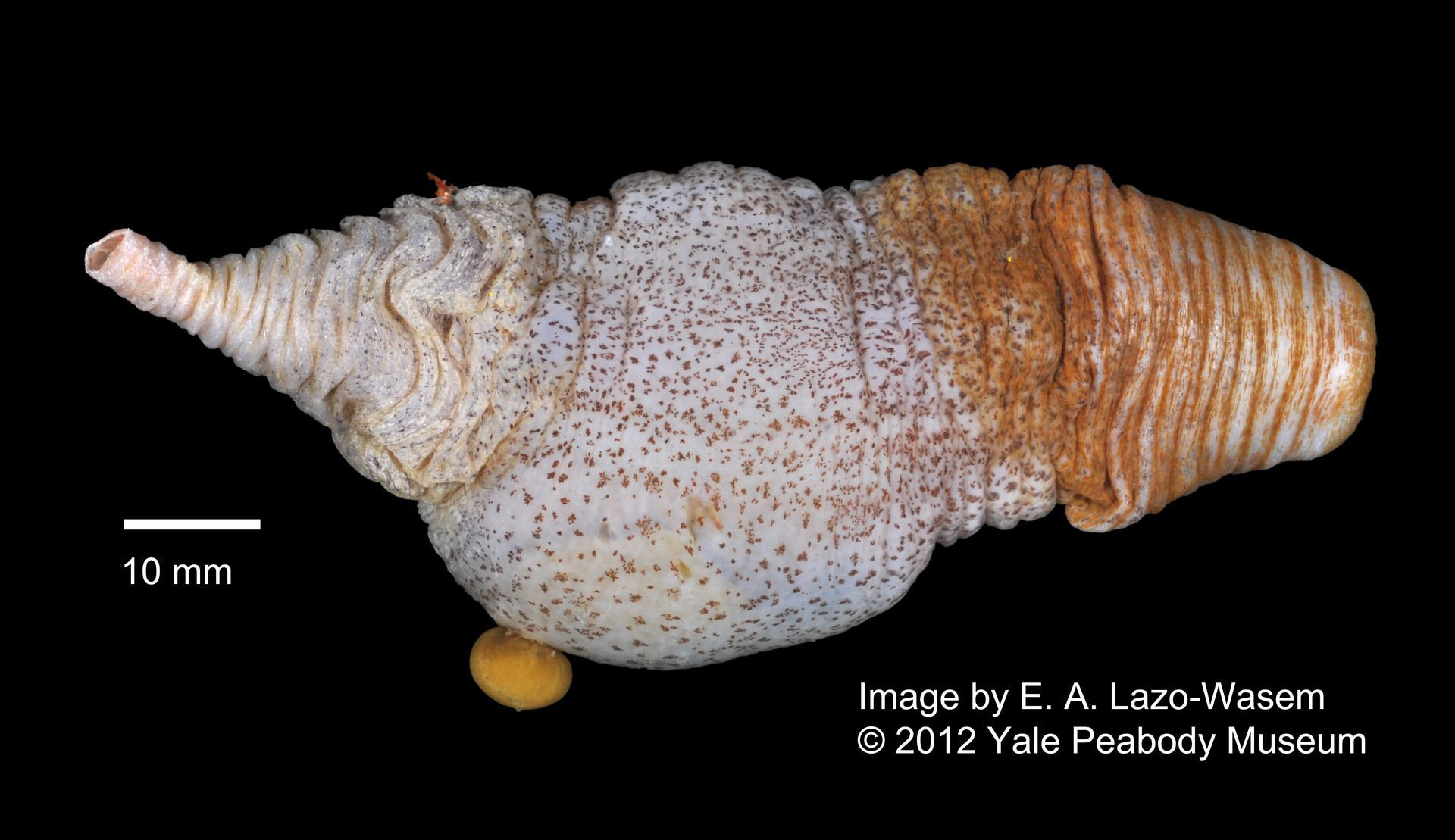
Molpadia antarctica
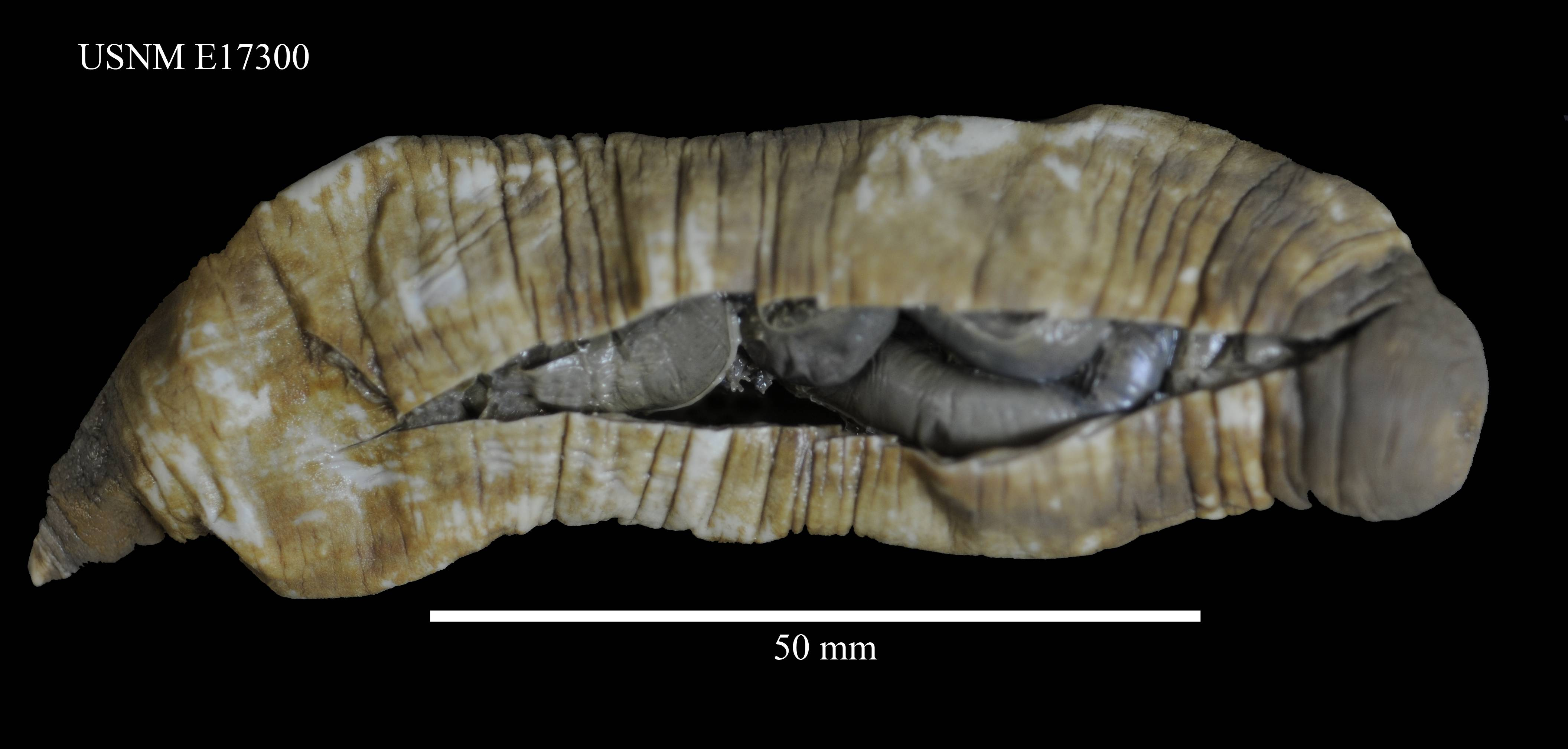
Molpadia eltaninae
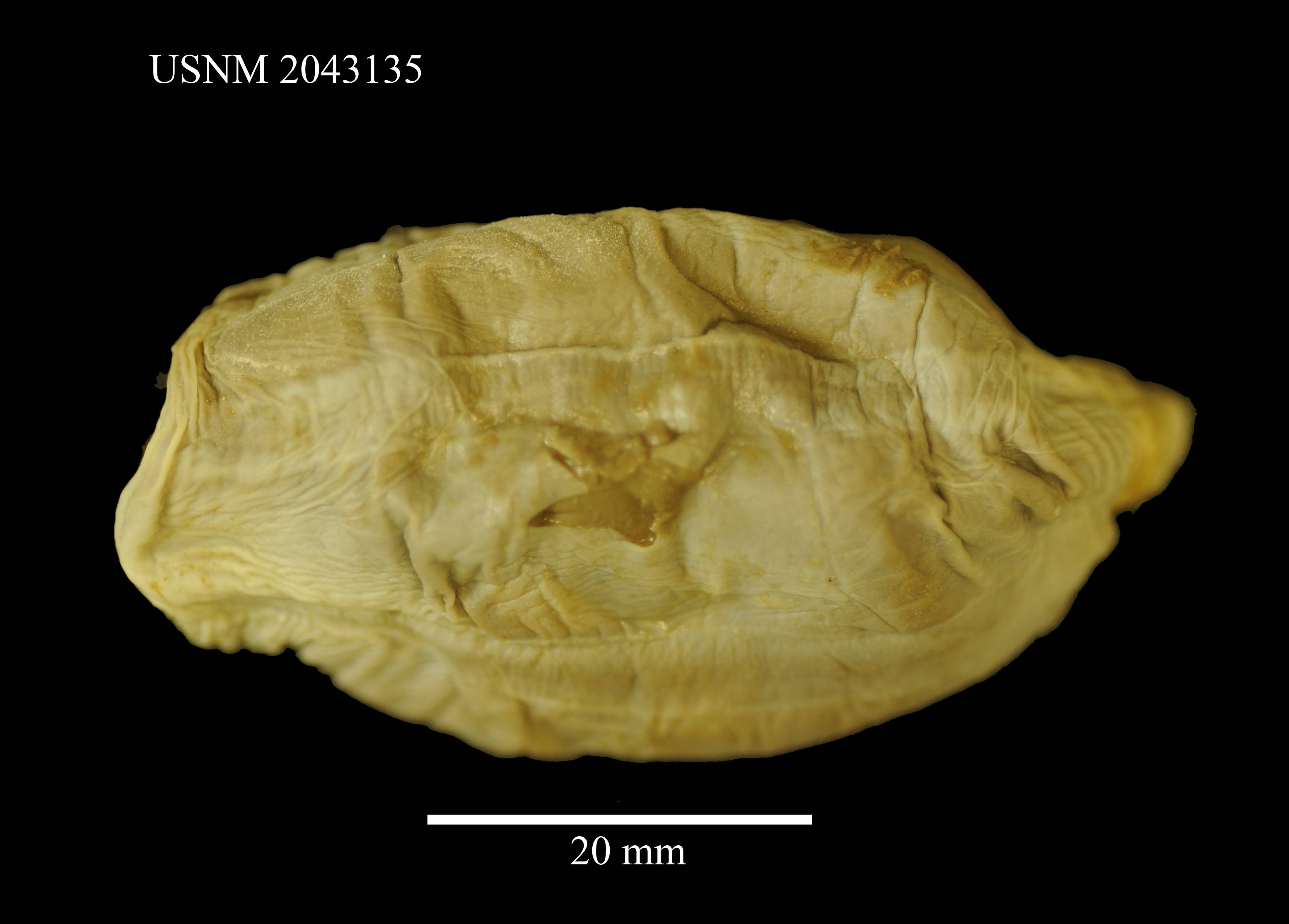
Molpadia liska
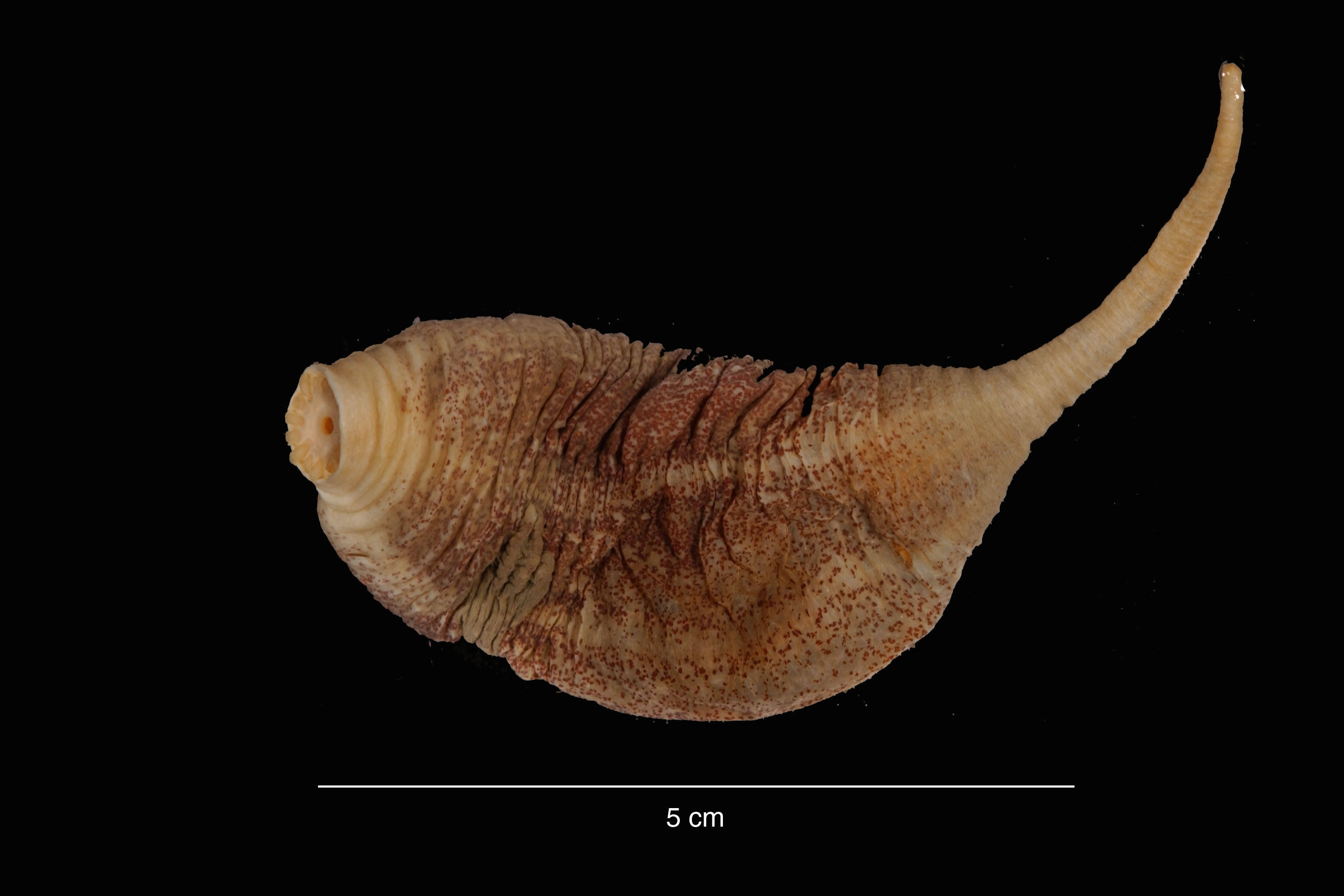
Molpadia musculus